# Sprinteuropamästerskapen i kanotsport 2014
Sprinteuropamästerskapen i kanotsport 2014 anordnades den 10-13 juli i Brandenburg, Tyskland. 

## Medaljsummering

### Medaljtabell

#### Kanot och kajak
| Pl.    | Nation         | Guld | Silver | Brons | Totalt |
| ------ | -------------- | ---- | ------ | ----- | ------ |
| 1      | Ungern         | 8    | 5      | 0     | 13     |
| 2      | Tyskland       | 6    | 3      | 2     | 11     |
| 3      | Belarus        | 4    | 2      | 2     | 8      |
| 4      | Ryssland       | 3    | 3      | 7     | 13     |
| 5      | Tjeckien       | 2    | 0      | 1     | 3      |
| 6      | Portugal       | 1    | 0      | 5     | 6      |
| 7      | Bulgarien      | 1    | 0      | 2     | 3      |
| 8      | Serbien        | 1    | 0      | 1     | 2      |
| 9      | Danmark        | 0    | 3      | 0     | 3      |
| 10     | Polen          | 0    | 2      | 1     | 3      |
| 11     | Frankrike      | 0    | 2      | 0     | 2      |
| 12     | Storbritannien | 0    | 1      | 1     | 2      |
| 12     | Rumänien       | 0    | 1      | 1     | 2      |
| 12     | Slovakien      | 0    | 1      | 1     | 2      |
| 12     | Ukraina        | 0    | 1      | 1     | 2      |
| 16     | Spanien        | 0    | 1      | 0     | 1      |
| 16     | Sverige        | 0    | 1      | 0     | 1      |
| 18     | Litauen        | 0    | 0      | 1     | 1      |
| Totalt | Totalt         | 26   | 26     | 26    | 78     |

### Herrar
| Gren       | Guld                                                                                  | Tid       | Silver                                                              | Tid       | Brons                                                                | Tid       |
| C-1 200 m  | Alexej Korovasjkov (RUS)                                                              | 42,440    | Alfonso Benavides (ESP)                                             | 43,033    | Hélder Silva (POR)                                                   | 43,418    |
| C-1 500 m  | Martin Fuksa (CZE)                                                                    | 1:50,443  | Sebastian Brendel (GER)                                             | 1:50,591  | Dzianis Harazja (BLR)                                                | 1:51,700  |
| C-1 1000 m | Sebastian Brendel (GER)                                                               | 3:54,822  | Attila Vajda (HUN)                                                  | 3:55,577  | Viktor Melantiev (RUS)                                               | 3:57,676  |
| C-1 5000 m | Sebastian Brendel (GER)                                                               | 21:48,823 | Eduard Sjemetylo (UKR)                                              | 22:47,687 | Pavel Petrov (RUS)                                                   | 22:53,951 |
| C-2 200 m  | Ryssland Aleksej Korovasjkov Ivan Sjtyl                                               | 37,570    | Tyskland Robert Nuck Stefan Holtz                                   | 38,450    | Rumänien Alexandru Dumitrescu Victor Mihalachi                       | 39,124    |
| C-2 500 m  | Ryssland Aleksej Korovasjkov Ivan Sjtyl                                               | 1:41,067  | Rumänien Alexandru Dumitrescu Victor Mihalachi                      | 1:43,223  | Polen Tomasz Kaczor Vincent Slominski                                | 1:43,974  |
| C-2 1000 m | Ungern Henrik Vasbányai Róbert Mike                                                   | 3:31,449  | Ryssland Aleksej Korovasjkov Ilja Pervuchin                         | 3:32,788  | Tjeckien Jaroslav Radoň Filip Dvořák                                 | 3:35,467  |
| C-4 1000 m | Belarus Dzmitryj Rabtjanka Dzmitryj Vajtsisjkin Dzianis Harazja Aljaksandr Valtjetski | 3:17,912  | Ungern András Vass Tamás Kiss Pál Sarudi Dávid Varga                | 3:19,316  | Ukraina Denys Kovalenko Elnur Achadov Dmytro Jantjuk Taras Misjtjuk  | 3:20,007  |
| K-1 200 m  | Marko Dragosavljević (SRB)                                                            | 35,841    | Ed McKeever (GBR)                                                   | 36,029    | Jurij Postrigaj (RUS)                                                | 36,050    |
| K-1 500 m  | Tom Liebscher (GER)                                                                   | 1:40,447  | René Holten Poulsen (DEN)                                           | 1:41,382  | Miroslav Kirchev (BUL)                                               | 1:42,155  |
| K-1 1000 m | Aleh Jurenja (BLR)                                                                    | 3:27,455  | René Holten Poulsen (DEN)                                           | 3:28,711  | Max Hoff (GER)                                                       | 3:30,388  |
| K-1 5000 m | Max Hoff (GER)                                                                        | 19:47,102 | René Holten Poulsen (DEN)                                           | 19:48,893 | Fernando Pimenta (POR)                                               | 19:54,713 |
| K-2 200 m  | Tyskland Ronald Rauhe Tom Liebscher                                                   | 31,797    | Ryssland Jurij Postrigaj Aleksandr Djatjenko                        | 32,245    | Litauen Aurimas Lankas Edvinas Ramanauskas                           | 32,527    |
| K-2 500 m  | Portugal Emanuel Silva João Ribeiro                                                   | 1:31,030  | Frankrike Sébastien Jouve Maxime Beaumont                           | 1:31,342  | Belarus Raman Petrusjenka Vadzim Machneŭ                             | 1:31,378  |
| K-2 1000 m | Tyskland Max Rendschmidt Marcus Gross                                                 | 3:06,792  | Frankrike Arnaud Hybois Étienne Hubert                              | 3:07,306  | Slovakien Erik Vlček Juraj Tarr                                      | 3:07,905  |
| K-4 1000 m | Tjeckien Daniel Havel Josef Dostál Lukáš Trefil Jan Štěrba                            | 2:54,824  | Slovakien Marek Krajkovic Matej Michálek Gábor Jakubík Viktor Demin | 2:55,179  | Portugal Fernando Pimenta Emanuel Silva João Ribeiro David Fernandes | 2:56,932  |

### Damer
| Gren       | Guld                                                        | Tid       | Silver                                                                        | Tid       | Brons                                                               | Tid       |
| C-1 200 m  | Stanilia Stamenova (BUL)                                    | 48,702    | Zsanett Lakatos (HUN)                                                         | 50,030    | Irina Andrejeva (RUS)                                               | 50,634    |
| C-2 500 m  | Ungern Zsanett Lakatos Kincsö Takács                        | 2:05,875  | Belarus Daryna Kastsiusjenka Volha Klimava                                    | 2:06,084  | Ryssland Natalia Marasanova Olesia Romasenko                        | 2:10,988  |
| K-1 200 m  | Danuta Kozák (HUN)                                          | 43,103    | Elena Terechova (RUS)                                                         | 43,533    | Teresa Portela (POR)                                                | 43,722    |
| K-1 500 m  | Danuta Kozák (HUN)                                          | 1:51,057  | Franziska Weber (GER)                                                         | 1:52,300  | Teresa Portela (POR)                                                | 1:52,760  |
| K-1 1000 m | Tamara Csipes (HUN)                                         | 3:56,643  | Sofia Paldanius (SWE)                                                         | 3:56,700  | Anastasija Charitonova (RUS)                                        | 3:58,292  |
| K-1 5000 m | Erika Medveczky (HUN)                                       | 21:59,990 | Maryna Litvintjuk (BLR)                                                       | 22:06,442 | Berenike Faldum (BUL)                                               | 22:08,019 |
| K-2 200 m  | Belarus Marharyta Tsisjkevitj Maryna Litvintjuk             | 38,208    | Ungern Anna Kárász Ninetta Vad                                                | 38,264    | Storbritannien Jessica Walker Angela Hannah                         | 38,289    |
| K-2 500 m  | Ungern Gabriella Szabó Tamara Csipes                        | 1:43,897  | Polen Karolina Naja Beata Mikołajczyk                                         | 1:44,464  | Serbien Nikolina Moldovan Olivera Moldovan                          | 1:44,565  |
| K-2 1000 m | Belarus Sofija Jurtjanka Aleksandra Grisjina                | 3:35,225  | Ungern Erika Medveczky Alíz Sarudi                                            | 3:37,363  | Tyskland Sabrina Hering Steffi Krigerstein                          | 3:37,474  |
| K-4 500 m  | Ungern Gabriella Szabó Danuta Kozák Anna Kárász Ninetta Vad | 1:30,847  | Polen Marta Walczykiewicz Ewelina Wojnarowska Karolina Naja Beata Mikołajczyk | 1:31,926  | Ryssland Elena Anjsjina Kira Stepanova Vera Sobetova Natalia Lobova | 1:32,366  |